# Inskripce

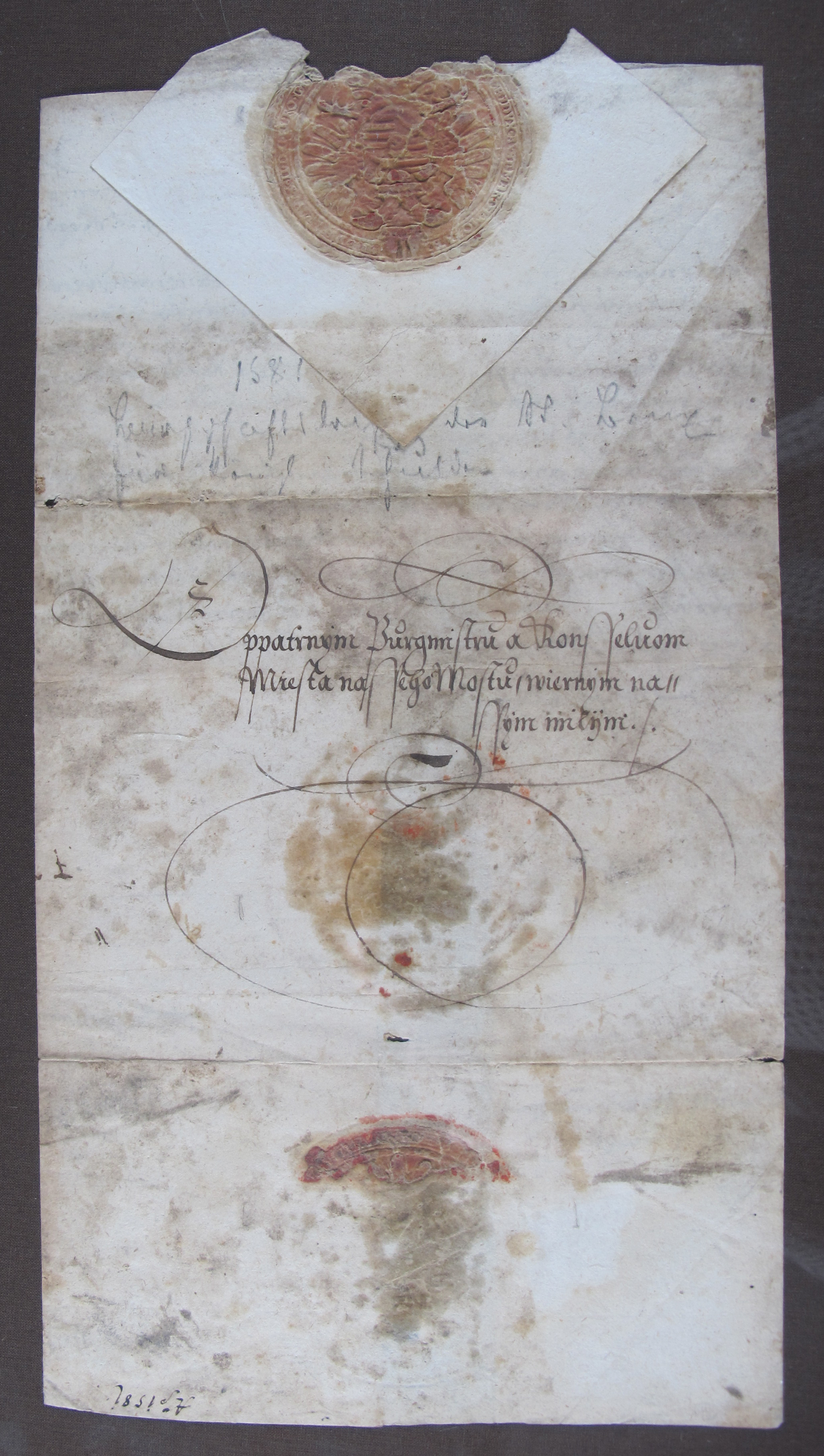
Adresa uvedená na zadní straně missivu, Rudolf II., 1603

Inskripce (z lat. inscriptio, tj. nápis, nápis, nadepsání), též adresa je v diplomatice označení pro tu část listiny, která pojednává o jejím příjemci, tj. osobě, které byla listina vydána. Je součástí protokolu a je spojena se salutací.

## Použití
Inskripce přichází až po intitulaci, ovšem ve výjimečných případech může stát už před ní, pokud je to nutné s ohledem na hodnost příjemce, např. při suplikách. Zatímco u papežských listin a mandátů je inskripce pravidlem, u diplomů císařů a králů, bývá vlastní příjemce začleněn do narace, leckdy se jedná i o všeobecnou veřejnost, čímž se blíží promulgaci.
V případě uzavřených listů posélacích (missivů) a breve je příjemce uveden nikoliv v textu, ale na zadní straně listiny, zpravidla uprostřed volné strany tak, aby adresu bylo možno přečíst bez poškození přitištěné pečetě.
V průběhu vyřizování v papežské kanceláři sloužily poznámky o žadateli psané na rubu k rychlé identifikaci písemnosti. Ty se poté nacházejí jako externí adresy v neuzavřených listech.
Formy adres byly podrobně projednány v rétorických spisech. Písařské příručky papežské kanceláře  obsahují rozličné druhy oslovení jako venerabili fratri (ctihodní bratři) nebo dilecto filio (milý synu).
Oslovení venerabilis frater byl vyhrazen biskupovi, všichni ostatní křesťané byli dilectus filius / dilecta filia. Pro heretiky a nekřesťanské příjemce existovaly různé jiné formy. V soudních listech, exekučních mandátech a v odpustkových listech, které nebyly určeny pro konkrétní osobu, se jméno, popřípadě jména nahrazovala od konce 12. století tzv. uctivými body, dvěma tečkami vedle sebe. Tím měly být předběžně vyloučeny námitky proti nepřesně uvedeným jménům: mínily se tím vždy osoby, které v době vzniku písemnosti reprezentovali příjemce (např. představitelé církevních řádů, měst apod.), a které se mohly měnit. Např. Karolus dei gracia Romanorum rex semper augustus et Boemie rex dilectis nobis .. iudici et .. iuratis civitatis Sacensis... (Karel z milosti Boží římský král vždy vznešený a král český, milým našim .. rychtáři a .. přísežným města Žatce...).